# Michael Nadli
Michael Nadli est un homme politique canadien, il est élu député de la circonscription électorale de Deh Cho à l'Assemblée législative des Territoires du Nord-Ouest à l'élection territoriale du 3 octobre 2011.